# 聯福-高靈活
伦弗鲁-科林伍德是一个位于加拿大不列颠哥伦比亚省温哥华东部的一个社区，与本拿比毗邻（同时涵盖了该市早期的一个已开发地区）。伦弗鲁-科林伍德亦是一个多元化的社区，其中包括大量的商业社区，以及一些在温哥华中发展速度较快的住宅区。2011年，该社区的人口为50,500人，其中有38.4%的人声称汉语是他们的第一语言。

## 地理
伦弗鲁-科林伍德是温哥华一个大型的社区，面积为8.2平方公里。该社区北部为百老汇街，南部为东41街，西部为纳奈莫街，东部为界限街。京士威道贯穿该社区的南部，大观公路横穿该社区的中部。在早晚交通的高峰期，从加拿大横贯公路进入温哥华城区的大部分车辆都会途径此地。尽管此地区大部分自然面貌及特征已随近期此地区的发展所改变，但是斯蒂尔溪的一部分依然流经该地区。该地区亦建在起伏的山丘上。该地区的东南角亦靠近州界大街的十字路口，毗邻史旺格體育場及中央公园的西北角。

## 历史
1861年，理查德·克莱门特·穆迪上校在该地区进行了第一次现代化开发，在一条古老的第一民族小路上修建了一条军用小道，并横穿了伦弗鲁-科林伍德的森林区域。该小道从新威斯敏斯特通往英吉利灣。随后，他在该地区的中心地带认领了约1.14平方公里的土地，即现在的科林伍德商业区。该地区的第一个定居者是乔治·威尔士，他于1878年搬至该地区居住，并定居于与威尔士街、京士威道和东45街接壤的地区。
直至1891年，该地区沿范尼斯大道运行的城际电车正式开通，亦向新居民开放了此地区。从此，一个繁荣的社区在范尼斯和乔伊斯大道的交界处开始发展。该社区的名称科林伍德很可能是由加拿大安大略省科林伍德的部分前居民所起的。不过另一种说法是该名称来源于英国皇家海军的库斯伯特·科林伍德上将，豪灣的科林伍德海峡就是以他的名字命名的。
多年以来，这两个地区共同发展，沿京士威道、大观公路和边界公路进行了广泛的商业开发，越来越多的公寓和多户住宅在该地区周围开始建起。两条穿过该地区的溫哥華架空列車快速交通线（即最初于1986年建成的博覽綫与近期在该地区北部建成的千禧綫）的建设，为该地区带来了更多的发展机遇。
该地区最初为不列颠哥伦比亚省电力铁路中央公园线的一个车站，并因此而得名。该线路现在与温哥华天车线平行，其乔伊斯站位于京士威道以北几个街区的乔伊斯街。

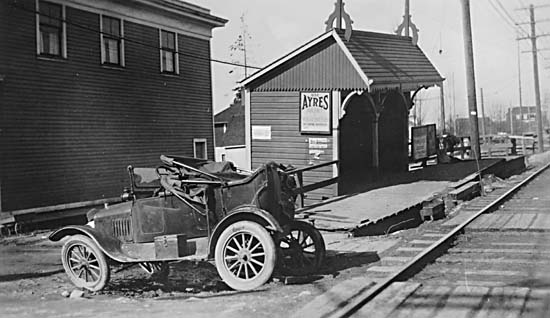
1930年代的不列颠哥伦比亚省电力铁路中央公园线的科林伍德站（此图片来源于温哥华档案馆，文件编号CVA 677-386）

## 族群统计
| 伦弗鲁-科林伍德的族群统计数据（2016） | 伦弗鲁-科林伍德的族群统计数据（2016） | %     |
| ------------------------------------- | ------------------------------------- | ----- |
| 族群                                  | 华裔                                  | 41.7% |
| 族群                                  | 欧裔                                  | 20.4% |
| 族群                                  | 菲律宾裔                              | 13.2% |
| 族群                                  | 南亚裔                                | 6.9%  |
| 族群                                  | 东南亚裔                              | 6.6%  |
| 族群                                  | 原住民                                | 1.7%  |
| 族群                                  | 日裔                                  | 1.5%  |
| 族群                                  | 拉美裔                                | 1.5%  |
| 族群                                  | 韩裔                                  | 1.4%  |
| 族群                                  | 黑人                                  | 1%    |
| 族群                                  | 西亚裔                                | 0.4%  |
| 族群                                  | 阿拉伯裔                              | 0.3%  |
| 族群                                  | 其他族群                              | 3.3%  |
| 总计                                  | 总计                                  | 100%  |